# Tragedia della discoteca Lanterna Azzurra
La tragedia della discoteca Lanterna Azzurra, più comunemente nota come strage di Corinaldo, è un episodio di cronaca avvenuto l'8 dicembre 2018 a Corinaldo, in provincia di Ancona, in cui 6 persone sono rimaste uccise mentre altre 59 sono rimaste ferite.

## Incidente
Nella notte dell'8 dicembre 2018, presso la discoteca Lanterna Azzurra di Corinaldo, un comune dell'entroterra marchigiano, era previsto un concerto del rapper italiano Sfera Ebbasta. Mezz'ora prima del suo arrivo, alcuni individui spruzzarono nella sala dello spray al peperoncino causando panico tra la folla, la quale, anche a causa della chiusura di una delle due uscite d'emergenza, si diresse in massa verso la porta presente sul retro del locale, che si affacciava su un ponticello situato su un piccolo fossato. Durante la fuga, la balaustra del ponte cedette facendo precipitare numerose persone nel fossato, molte delle quali rimasero schiacciate e altre calpestate dalla folla.
Secondo gli investigatori, al momento della sciagura, nella sala erano presenti circa 1.400 persone, nonostante la capienza autorizzata fosse di 469 persone.

## Indagini
Fin da subito molti presenti dissero che la calca era stata provocata dal panico dovuto ai sintomi causati da sostanze urticanti. II 9 dicembre, durante un sopralluogo, venne ritrovata una bomboletta di gas OC.
Il giorno seguente i Carabinieri arrestarono un giovane di 16 anni sospettato di aver spruzzato lo spray. La responsabilità del sedicenne tuttavia non è mai stata accertata.
Altre 17 persone risultarono indagate a seguito dell'evento, tra le quali i proprietari e i gestori del club, oltre che il sindaco, gli amministratori e i tecnici comunali che avevano rilasciato i permessi al locale.
Il 2 agosto 2019 i Carabinieri del Nucleo Investigativo di Ancona, coordinati dalla Procura della Repubblica presso il Tribunale di Ancona, arrestarono sette persone, tra cui sei ragazzi di età compresa tra i 19 e i 22 anni residenti nel Modenese (Ugo Di Puorto, Andrea Cavallari, Moez Akari, Raffaele Mormone, Souhaib Haddada e Badr Amouiyah), accusati di omicidio preterintenzionale, lesioni e associazione per delinquere, in quanto componenti di una banda dedita a rapine con spray al peperoncino. La settima persona arrestata sarebbe un ricettatore.
Il 6 dicembre 2019, a due giorni dal primo anniversario della tragedia, la Procura della Repubblica di Ancona ha depositato al Gip la richiesta di giudizio immediato per i sei giovani arrestati nell'ambito dell'inchiesta. Nei loro confronti, dopo un anno di indagini, sono emersi "chiari e concordanti elementi di responsabilità". Nel frattempo, la settima persona è stata condannata su richiesta di patteggiamento alla pena di 4 anni e 2 mesi di reclusione, che ha finito di scontare il 2 ottobre 2023.
Il 30 luglio 2020 i sei componenti della cosiddetta "banda dello spray" vengono condannati a pene dai 10 ai 12 anni di reclusione, dopo che sono stati loro riconosciuti tutti i capi di imputazione tranne quello di associazione per delinquere.
Il 13 dicembre 2022, dopo l'appello degli imputati, la Cassazione ha confermato le condanne in via definitiva:
- 12 anni 6 mesi e 20 giorni per Ugo Di Puorto
- 12 anni 4 mesi e 20 giorni per Raffaele Mormone
- 11 anni e 10 mesi per Andrea Cavallari
- 11 anni e 6 mesi per Moez Akari
- 11 anni e 3 mesi per Haddada Souhaib
- 10 anni e 9 mesi per Badr Amouiyah

Un altro presunto componente della banda fu condannato nel maggio 2023, in primo grado, con rito abbreviato, a 10 anni e 5 mesi.
Andrea Cavallari, il 3 luglio 2025, dopo aver ricevuto un permesso di uscita per la sua laurea, senza essere scortato da nessuna guardia, ne ha approfittato per evadere, non facendo più rientro in carcere e rendendosi irreperibile. Andrea Cavallari è stato poi catturato il 17 luglio 2025 a Barcellona.

## Vittime
6 persone morirono per asfissia e per schiacciamento: tre ragazze, due ragazzi e una donna di 39 anni che accompagnava la figlia di 11 anni, sopravvissuta.
- Emma Fabini, 14 anni, di Senigallia;
- Eleonora Girolimini, 39 anni, di Senigallia;
- Asia Nasoni, 14 anni, di Marotta;
- Mattia Orlandi, 15 anni, di Frontone;
- Daniele Pongetti, 16 anni, di Senigallia;
- Benedetta Vitali, 15 anni, di Fano.

59 persone rimasero ferite: 7 di esse furono trasportate in codice rosso all'ospedale Torrette di Ancona e poste in coma farmacologico, mentre le restanti furono trasferite principalmente negli ospedali di Senigallia e Jesi.

## Reazioni
Il Ministero dell'interno, all'epoca guidato da Matteo Salvini (Lega), dispose che nei giorni successivi venissero controllati i dati relativi alla sicurezza di molti locali pubblici; a seguito di ciò, la discoteca Lanterna Azzurra e altre due discoteche di Corinaldo furono costrette a chiudere in quanto soggetti abitualmente a sovraffollamento.
Il rapper Sfera Ebbasta, che avrebbe dovuto esibirsi nel locale, dichiarò in un post su Instagram di essere rimasto profondamente sconvolto dalla tragedia ed annullò i propri eventi promozionali successivi. Successivamente si tatuò sulla fronte 6 stelle in ricordo delle 6 vittime.
A seguito della tragedia fu istituito il Co.Ge.U (Comitato Genitori Unitario degli Istituti Scolastici), al fine di tutelare la "salute fisica e psicologica di tutti i ragazzi che frequentano le scuole, con particolare attenzione alla tutela del loro diritto al divertimento".